# Atengo, Jalisco
Atengo là một đô thị thuộc bang Jalisco, México. Năm 2005, dân số của đô thị này là 4918 người.